# Happy Nation
Happy Nation es el  álbum debut del grupo sueco Ace of Base. Dentro del género Pop Dance, y con estilo Synth-Pop e influenciado por un sonido reggae pop, fue lanzado inicialmente el 2 de noviembre de 1992 en Dinamarca por Mega Records, y luego en 1993 en Europa e Hispanoamérica.
Alcanzó el número 1 en varios países y vendió más de 25 millones de copias. En Estados Unidos certificó 9 platinos por 9 millones de placas vendidas. En  Alemania fue triple platino por 1 millón 500 mil copias vendidas, mientras que en Francia logró disco de diamante por 1 millón de placas vendidas. En Argentina certificó triple platino por 240 mil copias.
Una segunda edición en Europa, Happy Nation U.S. Version, se lanzó el 25 de septiembre de 1993, coincidiendo con el lanzamiento en Norteamérica bajo el título, The Sign.Ambos, fueron publicados bajo el sello Arista.
Happy Nation en 1995 fue certificado por Guinness World Records como el debut más vendido en la historia de la música, con más de 19 millones de copias vendidas en todo el mundo.

## Lista de canciones

### Happy Nation (Original de 1993)
1. "Voulez-Vous Danser" (Jonas Berggren, Ulf Ekberg) - 3:22
2. "All That She Wants" (Jonas "Joker" Berggren; Ulf "Buddha" Ekberg) - 3:32
3. "Münchhausen (Just Chaos)" (Jonas "Joker" Berggren) - 3:27
4. "Happy Nation [Faded Edit]" (Jonas "Joker" Berggren; Ulf "Buddha" Ekberg) - 4:14
5. "Waiting for Magic" (Jonas Berggren, Ulf Ekberg) - 5:21
6. "Fashion Party" (Jonas "Joker" Berggren) - 4:11
7. "Wheel of Fortune" (Jonas Berggren, Ulf Ekberg) - 3:50
8. "Dancer In A Daydream" (Jonas "Joker" Berggren) - 3:39
9. "My Mind" [Mindless Mix] (Jonas Berggren, Ulf Ekberg) - 4:10
10. "Wheel of Fortune" [Original Club Mix] (Jonas Berggren, Ulf Ekberg) - 4:01
11. "Dimension Of Depth" [Instrumental] (Jonas "Joker" Berggren) 1:45
12. "Young And Proud" (Jonas Berggren, Ulf Ekberg) - 3:56
13. "All That She Wants" [Banghra Version] (Jonas "Joker" Berggren; Ulf "Buddha" Ekberg) - 4:16

### Happy Nation U.S. version
1. "All That She Wants" (Jonas "Joker" Berggren; Ulf "Buddha" Ekberg) 3:30
2. "Don't Turn Around" (Albert Hammond; Diane Warren) 3:51
3. "Young And Proud" (Jonas Berggren, Ulf Ekberg) 3:54
4. "The Sign" (Jonas "Joker" Berggren) 3:09
5. "Living In Danger" (Jonas "Joker" Berggren; Ulf "Buddha" Ekberg) 3:44
6. "Voulez-Vous Danser" [New Version] (Jonas Berggren, Ulf Ekberg) 3:21
7. "Happy Nation [Faded Edit]" (Jonas "Joker" Berggren; Ulf "Buddha" Ekberg) 4:10
8. "Hear Me Calling" (Ulf "Buddha" Ekberg) 3:52
9. "Waiting for Magic" [Total Remix 7"] (Jonas Berggren, Ulf Ekberg) 3:49
10. "Fashion Party" (Jonas "Joker" Berggren) 4:11
11. "Wheel of Fortune" (Jonas Berggren, Ulf Ekberg) 3:54
12. "Dancer In A Daydream" (Jonas "Joker" Berggren) 3:39
13. "My Mind" [Mindless Mix] (Jonas Berggren, Ulf Ekberg) 4:10
14. "All That She Wants" [Banghra Version] (Jonas "Joker" Berggren; Ulf "Buddha" Ekberg) 4:14
15. "Happy Nation" [Remix] (Jonas "Joker" Berggren; Ulf "Buddha" Ekberg) 3:44

### The Sign
1. "All That She Wants" (Jonas "Joker" Berggren; Ulf "Buddha" Ekberg) 3:44
2. "Don't Turn Around" (Albert Hammond; Diane Warren) 3:51
3. "Young And Proud" (Jonas Berggren, Ulf Ekberg) 3:56
4. "The Sign" (Jonas "Joker" Berggren) 3:12
5. "Living In Danger" (Jonas "Joker" Berggren; Ulf "Buddha" Ekberg) 3:43
6. "Dancer In A Daydream" (Jonas "Joker" Berggren; Ulf "Buddha" Ekberg) 3:39
7. "Wheel Of Fortune" (Jonas Berggren, Ulf Ekberg) 3:54
8. "Waiting For Magic" [Total Remix 7"] (Jonas Berggren, Ulf Ekberg) 3:53
9. "Happy Nation" (Jonas Berggren, Ulf Ekberg) 4:16
10. "Voulez-Vous Danser" [New Version] (Jonas Berggren, Ulf Ekberg) 3:20
11. "My Mind" [Mindless Mix] (Jonas Berggren, Ulf Ekberg) 4:16
12. "All That She Wants" [Banghra Version] (Jonas Berggren, Ulf Ekberg) 4:14

## Sencillos

### Happy Nation
- Wheel of Fortune (Europa)
- All That She Wants (Internacional)
- Happy Nation (Europa)
- Waiting for Magic (Escandinavia)

### Happy Nation U.S. version / The Sign
- All That She Wants (Internacional)
- The Sign  (Internacional)
- Don't Turn Around (Internacional)
- Living in Danger (Internacional)
- Happy Nation (Australia, Reino Unido, Latinoamérica y Alemania)